# Суринг, Висконсин
Суринг, Висконсин (енгл. Suring) град је у америчкој савезној држави Висконсин.

## Демографија
По попису из 2010. године број становника је 544, што је 61 (-10,1%) становника мање него 2000. године.
| Група             | 2000.       | 2010.       |
| Белци             | 593 (98,0%) | 491 (90,3%) |
| Афроамериканци    | 1 (0,2%)    | 0 (0,0%)    |
| Азијати           | 0 (0,0%)    | 0 (0,0%)    |
| Хиспаноамериканци | 1 (0,2%)    | 9 (1,7%)    |
| Укупно            | 605         | 544         |